# くうそうノンフィク日和
『くうそうノンフィク日和』（くうそうノンフィクびより）は、小柳粒男による日本の小説。イラストは長月みそかが担当。ノンフィクシリーズの第1作。
第2作『りべんじゃー小戦争』、第3作『ゲンソウ現実日和』も含めた「ノンフィクシリーズ」について記述する。

## 概要
「ノンフィクシリーズ」は、女子高生にして魔女でもある17歳の少女篠木（しのき）と、同級生の張戸（はりと）・塡渡（はわたり）、彼らを見守るバーの雇われマスター撒井（まきい）を中心に、突如として異世界・戦争に巻き込まれてしまった人々のドラマを描いたハードボイルド・ファンタジー作品。
第1作である『くうそうノンフィク日和』は、第1回講談社BOX新人賞“流水大賞”の優秀賞受賞作品。受賞時の選考座談会では、元来結びつきが悪いセカイ系小説とハードボイルド小説の幸福な結婚に成功している作品だと評された。
「叩かれない新人にデビューする価値はない」として、第1作のカバーには「さあ叩け！」という目立つシールが貼られていた。

## シリーズ作品リスト
長編
- くうそうノンフィク日和 2008年6月2日刊 ISBN 978-4-06-283666-1
- りべんじゃー小戦争 〜まち封鎖 2008年9月1日刊 ISBN 978-4-06-283674-6
- ゲンソウ現実日和 2009年3月2日刊 ISBN 978-4-06-283692-0

短編
- シャカイに降り立つおかっぱ頭 （『ファウスト』Vol.7、2008年8月）
- シノキ大戦 （『パンドラ』Vol.2 SIDE-A、2008年10月）

## あらすじ
くうそうノンフィク日和
店長代理である主人公の撒井がいるバーレストランで、常連客の男子高校生である張戸と塡渡と女子高校生の篠木が他愛無い会話をする毎日こそが日常であった。しかしある早朝、騎士紛いの格好をした張戸、黒一色の戦闘服の篠木を視認したその日から日常が崩れていったのである。
りべんじゃー小戦争 〜まち封鎖
魔女によって世界を壊された異世界人幾嶋は復讐者となり、淡々と復讐の準備を進めていく。反風紀委員会の金髪少女蟻田は戦争と、そして復讐者とどう対峙するのか。張戸や塡渡は、日常と戦争の境で逃れようのない選択を迫られる。
ゲンソウ現実日和
小戦争によって心を破壊された木鷹田（きたかた）。現実を舞台にした終わりなき復讐の連鎖に、世界の在り方がまたも問われる。

## 登場人物
撒井（まきい）
『くうそうノンフィク日和』の語り手。撒井の主観で物語が進んでいく。これといった特徴のないただのバーレストランの店長代理である。
篠木（しのき）
最強の魔女で、おかっぱ頭の17歳の女子高校生。
張戸（はりと）
赤髪が特徴的な男子高校生。
塡渡（はわたり）
男子高校生。前髪が目にかかるほどまで伸びている。いつも参考書等を用いて勉強をしているがガリ勉というわけではなく、彼にとってはやるべきことをやっているだけに過ぎない。